# Oliver Bootz
Oliver Bootz (* 23. Juli 1971 in Berlin) ist ein deutscher Schauspieler.

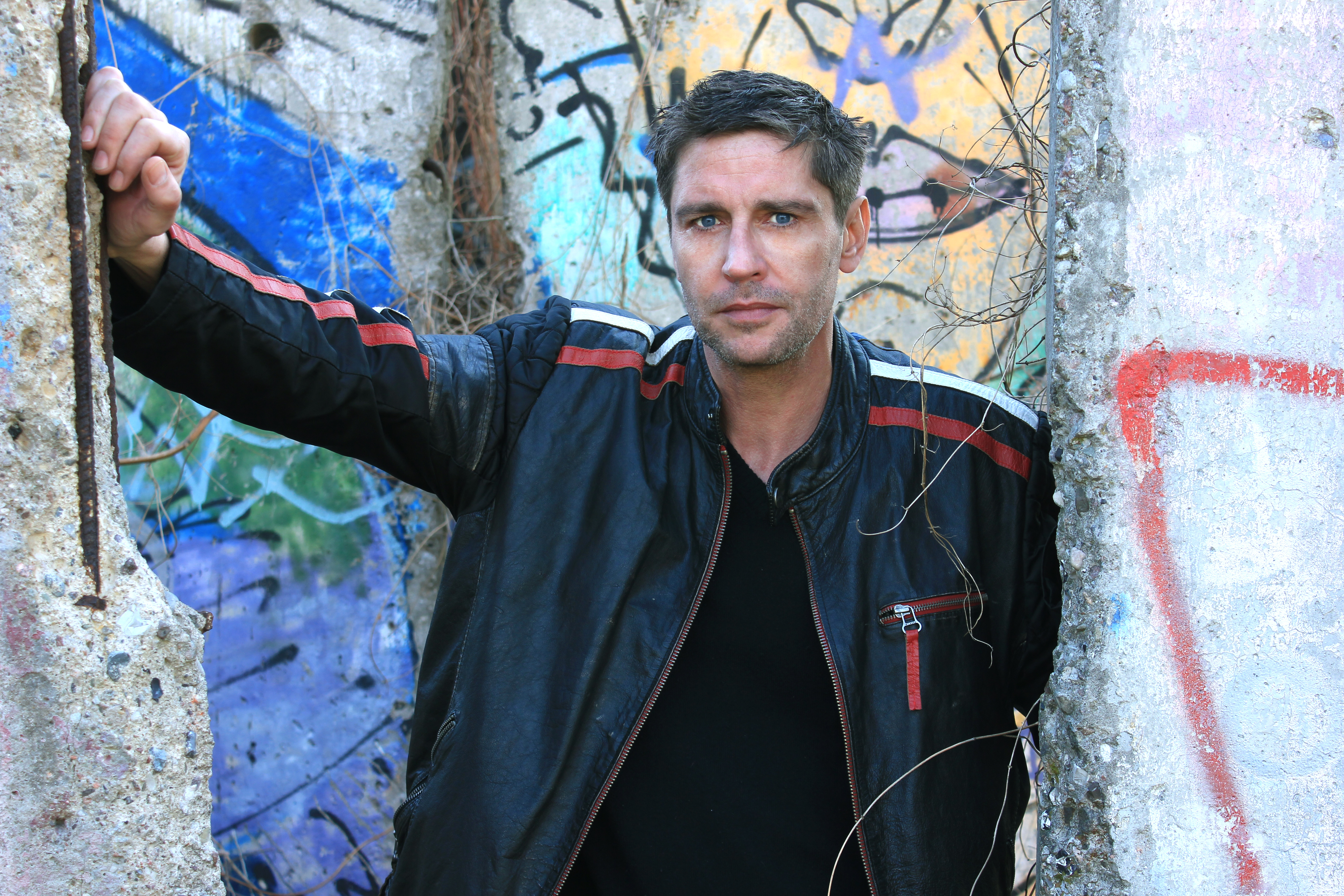
Oliver Bootz

## Leben
Oliver Bootz machte eine Ausbildung zum Automechaniker und besuchte in Köln eine Schauspielschule. Bei einem Modelwettbewerb wurde er zum Gesicht 1991 gewählt.
Zunächst bekam er ein Angebot für eine Rolle in der Daily-Soap Gute Zeiten, schlechte Zeiten auf RTL, die er jedoch ablehnte, weil er um die Welt reisen wollte. Die Rolle wurde von Andreas Elsholz übernommen. Am 28. November 1994 stieg er schließlich in der Serie Unter uns ein, wo er die Rolle des Christian „Chris“ Weigel verkörperte. Seine letzte Ausstrahlung hatte er dort am 15. September 1997.
Anschließend spielte Oliver Bootz Gastrollen in First Love: Liebeszauber (1998), OP ruft Dr. Bruckner (1998), Bei aller Liebe: Mildernde Umstände sowie Hauptrollen als Frank Zeiler in der Serie Benzin im Blut (1999) mit Sonja Kirchberger und als Marc Hinrichs in der Fernsehserie SOS Barracuda.
2001 spielte er mit Cecilia Kunz im Film Die keusche Göttin und 2002 in der Rosamunde-Pilcher-Verfilmung Sternschnuppen im August.
Weitere Filme waren Otto – Der Liebesfilm (1992), Pest – Die Rückkehr (2002), Welcher Mann sagt schon die Wahrheit und Der blaue Vogel (2001), Zwei Schwiegermütter und ein Baby (2004), Was Sie schon immer über Singles wissen wollten sowie Wunschkinder und andere Zufälle und deren Fortsetzung Die Hochzeit meiner Töchter (2005) und Im Tal der wilden Rosen (2006). Zudem spielte er 2006 im deutsch-japanischen Historiendrama Ode an die Freude (Baruto no gakuen), an der Seite von Bruno Ganz. In dem TV-Film Mein Herz in Chile war er 2008 neben Bettina Zimmermann und Hannelore Elsner zu sehen.
Von 2002 bis 2010 war er zudem in insgesamt neun Folgen der Serie Tatort und in einer Folge von Polizeiruf 110 (Episode: Rosentod) zu sehen. Im Jahr 2004 spielte er in der Serie Der Bulle von Tölz (Folge: Der Tölzi) mit.
Oliver Bootz lebt mit seiner Verlobten in Berlin.

## Filmografie (Auswahl)
- 1992: Otto – Der Liebesfilm (Filmdebüt in einer Kleinrolle)
- 1994–1997: Unter uns (Fernsehserie)
- 1998: Alarm für Cobra 11 - Die Autobahnpolizei - Die Anhalterin (Krimiserie)
- 1999: Benzin im Blut (Fernsehserie)
- 2000: Dr. Stefan Frank – Der Arzt, dem die Frauen vertrauen – Wintersonne
- 2001: Jagd auf den Plastiktüten-Mörder (Fernsehfilm)
- 2001: Welcher Mann sagt schon die Wahrheit? (Fernsehfilm)
- 2001: Utta Danella – Der blaue Vogel (Fernsehfilm)
- 2001: S.O.S. Barracuda – Die Tränen der  Kleopatra
- 2001: S.O.S. Barracuda – Der Mädchenjäger
- 2001: S.O.S. Barracuda – Der Hai von Mallorca
- 2002: Pest – Die Rückkehr (Fernsehfilm)
- 2002: Zwei Seiten der Liebe (Fernsehfilm)
- 2002: Tatort – Oskar (Fernsehreihe)
- 2003: Sternschnuppen im August (Fernsehfilm)
- 2003: Affäre zu dritt (Fernsehfilm)
- 2003: Tatort – Das Böse
- 2003: Tatort – Frauenmorde
- 2003: Wunschkinder und andere Zufälle (Fernsehfilm)
- 2004: Autobahnraser
- 2004: Tatort – Janus
- 2004: Polizeiruf 110 – Rosentod (Fernsehreihe)
- 2004: Tatort – Herzversagen
- 2004: Unter weißen Segeln – Kompass der Liebe (Fernsehreihe)
- 2004: Der Bulle von Tölz: Der Tölzi
- 2005: Mein Mann und seine Mutter (Fernsehfilm)
- 2005: Tatort – Wo ist Max Gravert?
- 2005: Tatort – Leerstand
- 2005: Was Sie schon immer über Singles wissen wollten (Fernsehfilm)
- 2005: Irren ist sexy (Fernsehfilm)
- 2006: Die Hochzeit meiner Töchter (Fernsehfilm)
- 2006: Im Tal der wilden Rosen: Was das Herz befiehlt (Fernsehfilm)
- 2006: Ode an die Freude (Baruto no Gakuen)
- 2007: Kreuzfahrt ins Glück, Neuseeland (Fernsehreihe)
- 2007: 29 und noch Jungfrau (Fernsehfilm)
- 2007: Das Wunder der Liebe (Fernsehfilm)
- 2008: Liebesticket nach Hause (Fernsehfilm)
- 2008: Mein Herz in Chile (Fernsehfilm)
- 2008: Mamas Flitterwochen (Fernsehfilm)
- 2009: Eine Liebe in Venedig (Fernsehfilm)
- 2009: SOKO Wismar – Das Recht zu leben (Krimiserie)
- 2009: SOKO Stuttgart – Babymacher (Krimiserie)
- 2009: Kommissar LaBréa – Todesträume am Montparnasse (Fernsehfilm)
- 2009: Küstenwache – Herzrasen (Fernsehserie)
- 2009: Kreuzfahrt ins Glück – Marokko
- 2009: Der letzte Bulle: Gepfleger Tod (Fernsehserie)
- 2009: Faust Filmfestival Venedig
- 2009: Schaumküsse
- 2010: Der letzte Bulle – Gepflegter Tod
- 2010: Rosamunde Pilcher – Wenn das Herz zerbricht (Fernsehreihe)
- 2010: Tatort – Schön ist anders
- 2011: Der Bergdoktor – Weglaufen und ankommen (Fernsehserie)
- 2011: Tatort – Rendezvous mit dem Tod
- 2011: Tante Inge haut ab (Fernsehfilm)
- 2011: Ein Schatz fürs Leben – Abenteuer in Panama (Fernsehfilm)
- 2012: Emilie Richards: Spuren der Vergangenheit (Fernsehfilm)
- 2012: Katie Fforde: Sprung ins Glück (Fernsehfilm)
- 2013: SOKO Köln – Der Kinderzimmermillionär (Krimiserie)
- 2013: Alarm für Cobra 11 – Die Autobahnpolizei – Shutdown (Krimiserie)
- 2013: Kreuzfahrt ins Glück – Hochzeitsreise in die Provence
- 2014: Letzte Spur Berlin – Durchleuchtet
- 2015: Einfach Rosa – Die Hochzeitsplanerin (Fernsehserie)
- 2015: Kreuzfahrt ins Glück – Montenegro
- 2016: Der Staatsanwalt – Sabrinas letzter Flug (Fernsehserie)
- 2017: Notruf Hafenkante (Fernsehserie, Episode Besessen)
- 2018: Einstein (Fernsehserie, Episode Aerodynamik)
- 2018: Die Affäre Borgward (Fernsehfilm)
- 2019: SOKO Wismar – Der Waldmensch
- 2021: SOKO Leipzig – Unerwünschte Nebenwirkung